# Saint-Aignan (Morbihan)
Saint-Aignan é uma comuna francesa na região administrativa da Bretanha, no departamento de Morbihan. Estende-se por uma área de 27,33 km². Em 2010 a comuna tinha 632 habitantes (densidade: 23,1 hab./km²).